# تیسکر (تالین)
تالین تیسکر (به لاتین: Tiskre) یک منطقهٔ مسکونی در استونی است که در تالین واقع شده‌است. تیسکر ۱٬۸۳۷ نفر جمعیت دارد.